# عمارة الريجنسي

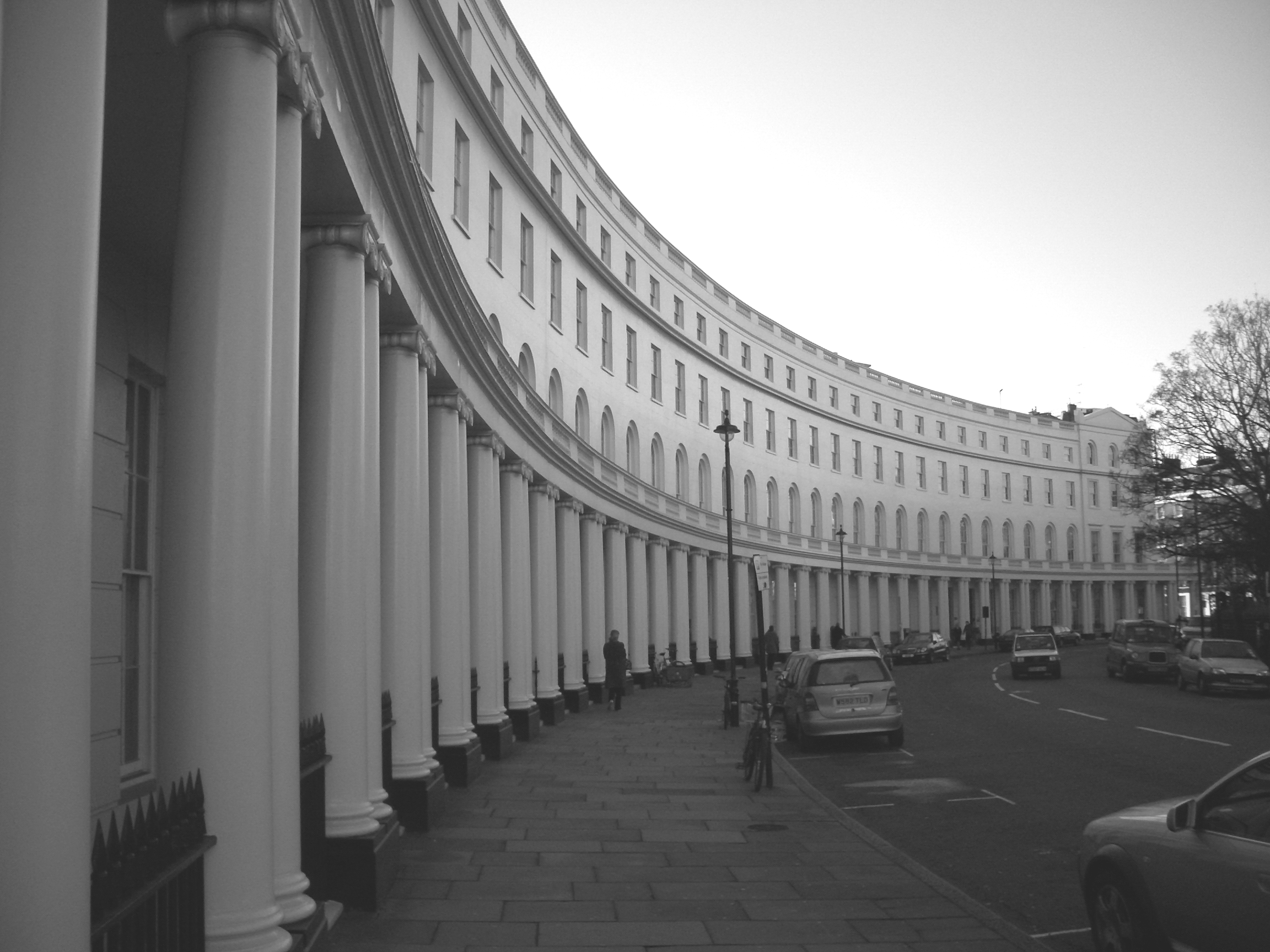
حدائق الهلال في لندن، إنجلترا. نموذج عن عمارة الريجنسي.

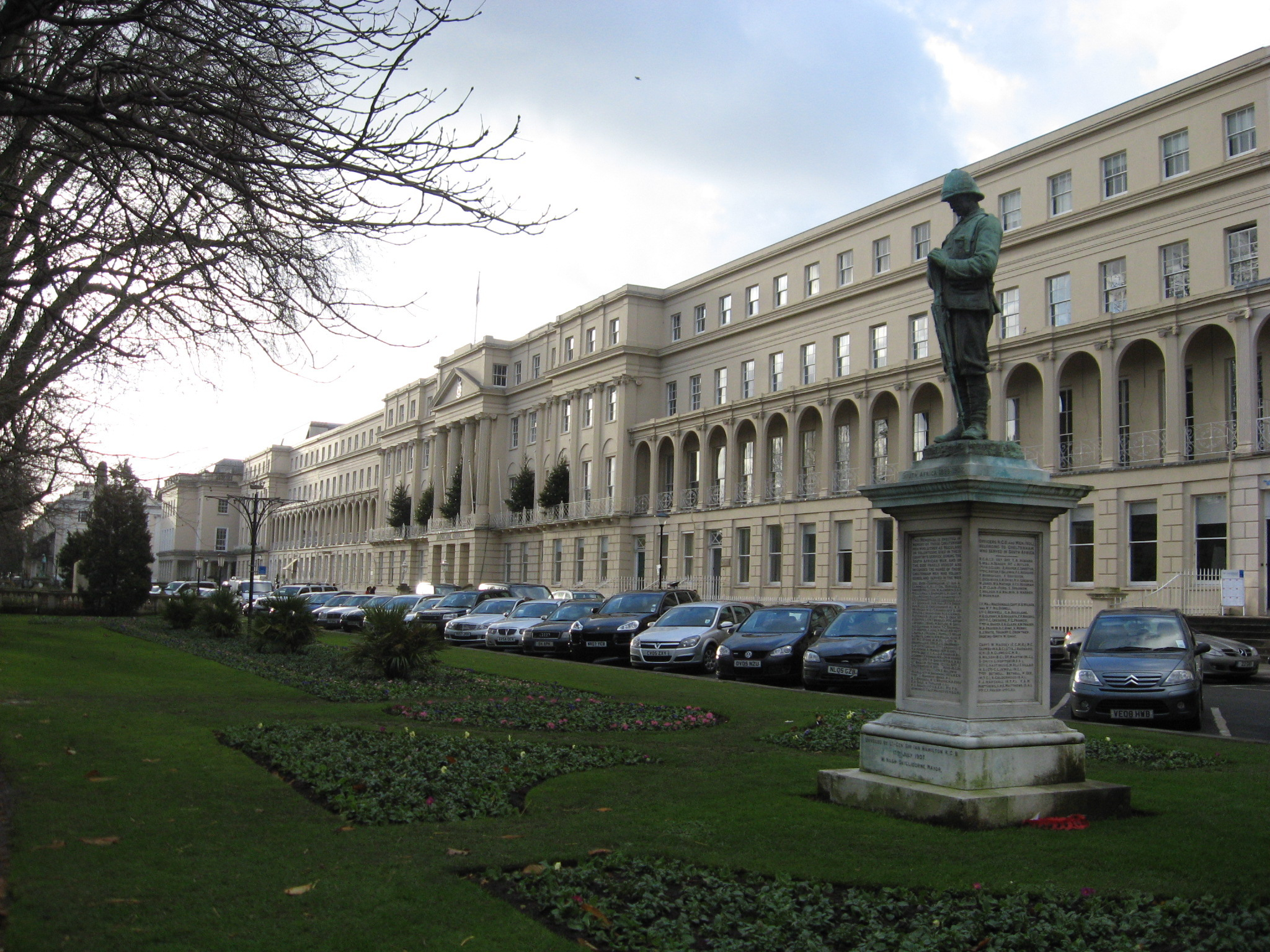
مقر الريجنسي في شلتنهام، إنجلترا.

عمارة الريجنسي (بالإنجليزية: Regency architecture) هو طراز معماري يشير أساسا إلى المباني التي تم بناؤها في بريطانيا في أوائل القرن التاسع عشر عندما كان جورج الرابع أمير ريجنت (الأمير الذي يحكم ملكية نائبا للملك بدلا عنه)، كما يشير أيضا إلى المباني المبنية بنفس النمط في وقت لاحق. ويتزامن هذا الطراز مع نمط بيدرماير في الأراضي الناطقة بالألمانية، والطراز الاتحادي (الفيدرالي) في الولايات المتحدة، بالإضافة إلى الطراز الإمبراطوري الفرنسي.
يتبع هذا الأسلوب عن كثب الطراز الجورجي النيو كلاسيكي في العمارة، مضيفا أناقة وخفة في الشكل العام. يُلاحظ أن العديد من المباني من نمط ريجنسي مطلية باللون الأبيض مُستخدما فيها الجص، كما يقع المدخل الأمامي الرئيسي (عادة يكون مطلي باللون الأسود) بين عمودين. وقد تم بناء مساكن الريجنسي عادة بأسلوب المدرجات، حيث تحوي شرفات أنيقة من الحديد المطاوع، كما تشكل النوافذ المقوسة جزءا من هذا النمط.

## عمارة المنازل السكنية
تحتوي العديد من المباني التي تعتمد أسلوب الريجنسي المعماري على واجهة من الزخارف الجصية المطلية باللون الأبيض ومدخل إلى الباب الرئيسي الأمامي (عادة ما يكون مطليًا باللون الأسود) ومحاط بعمودين. استمرت هيمنة المنازل المتلاصقة في مراكز المدن، وكانت الهلالية منها شائعة بشكل خاص. تضمن هذا الأسلوب شرفات أنيقة من الحديد المطاوع ونوافذ منحنية. بعيدًا عن المدينة، شاع المنزل المنفصل «الفيلا» في الضواحي بمختلف الأحجام، في حين أن معظم المساكن الجورجية السابقة للطبقات الوسطى، احتوت على القليل من الزخارف، إلا أن فترة ريجنسي جلبت طموحات معمارية متواضعة إلى مجموعة أوسع من المباني، في تطبيق مريح وواثق للتقاليد الكلاسيكية التي جرت تصفيتها من خلال البالادية.
بالنسبة للمنازل الريفية الكبيرة، كانت هناك مجموعة من الأساليب الخلابة المتاحة، وكانت العمارة القوطية الحديثة تجمع القوة، إذ كان العديد من المعماريين قادرين على التحول إلى أساليب مختلفة حسب طلب راعيهم. تشمل أعمال جيمس وايت أشريدج (حتى 1817) وقلعة بيلفوار ودير فونثيل (حتى 1817، الدير مهدوم اليوم)، وقد تخصص بالمنازل القوطية الفخمة في حياته المهنية المتأخرة. صمم صموئيل بيبس كوكريل منزل سيزينكوت (1805)، وهو عبارة عن منزل ريفي من عمارة مغول الهند الحديثة لشخص كبير المقام «نابوب» عاد من الهند البريطانية. يتميز جناح برايتون (حتى عام 1822) لجون ناش، وهو المنزل الساحلي للأمير ريجنت، بأنه ذو طراز هندي من الخارج بينما تتضمن التصميمات الداخلية محاولات لفريدريك كريس بأسلوب صيني.

## الكنائس
حتى ظهور قانون بناء الكنيسة في عام 1818، عانى البناء الكنسي من حالة انحسار شديدة استمرت لأكثر من 50 عامًا. خصص القانون بعض الأموال العامة للكنائس الجديدة المطلوبة لتعكس التغيرات في عدد السكان، ولجنة لتخصيصها. تسارعت وتيرة بناء كنائس المفوضين في عشرينيات القرن التاسع واستمرت حتى خمسينيات القرن التاسع عشر. تظهر الكنائس المبكرة التي بُنيت في فترة ريجنسي، نسبة عالية من مباني إحياء القوطية إلى جانب تلك المستوحاة من الطراز الكلاسيكي. خُلطت مباني الإحياء اليونانية الصارمة مع تلك التي تواصل التقاليد الباروكية والرومانية الكلاسيكية الجديدة المعدلة.

## المباني العامة
شهدت الفترة زيادة كبيرة في المباني العامة، على المستويين القومي والمحلي. بُنيت ثلاثة جسور في لندن فوق نهر التايمز بين عامي 1813 و1819 هي جسر فوكسهول وجسر ووترلو وجسر ساوثوارك، وجرى تمويلها كلها من القطاع الخاص عن طريق رسوم المرور. بدأ إدراج المتاجر بشكل منهجي في التطورات المخططة حديثًا، وبُنيت الأروقة المعمدة المغطاة للمحلات التجارية وكان أقدمها رواق برلنغتون المعمد في لندن (1815- 1819).

## معرض صور

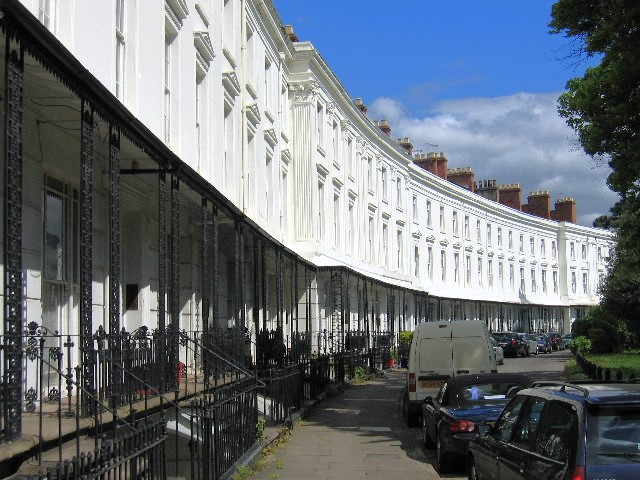
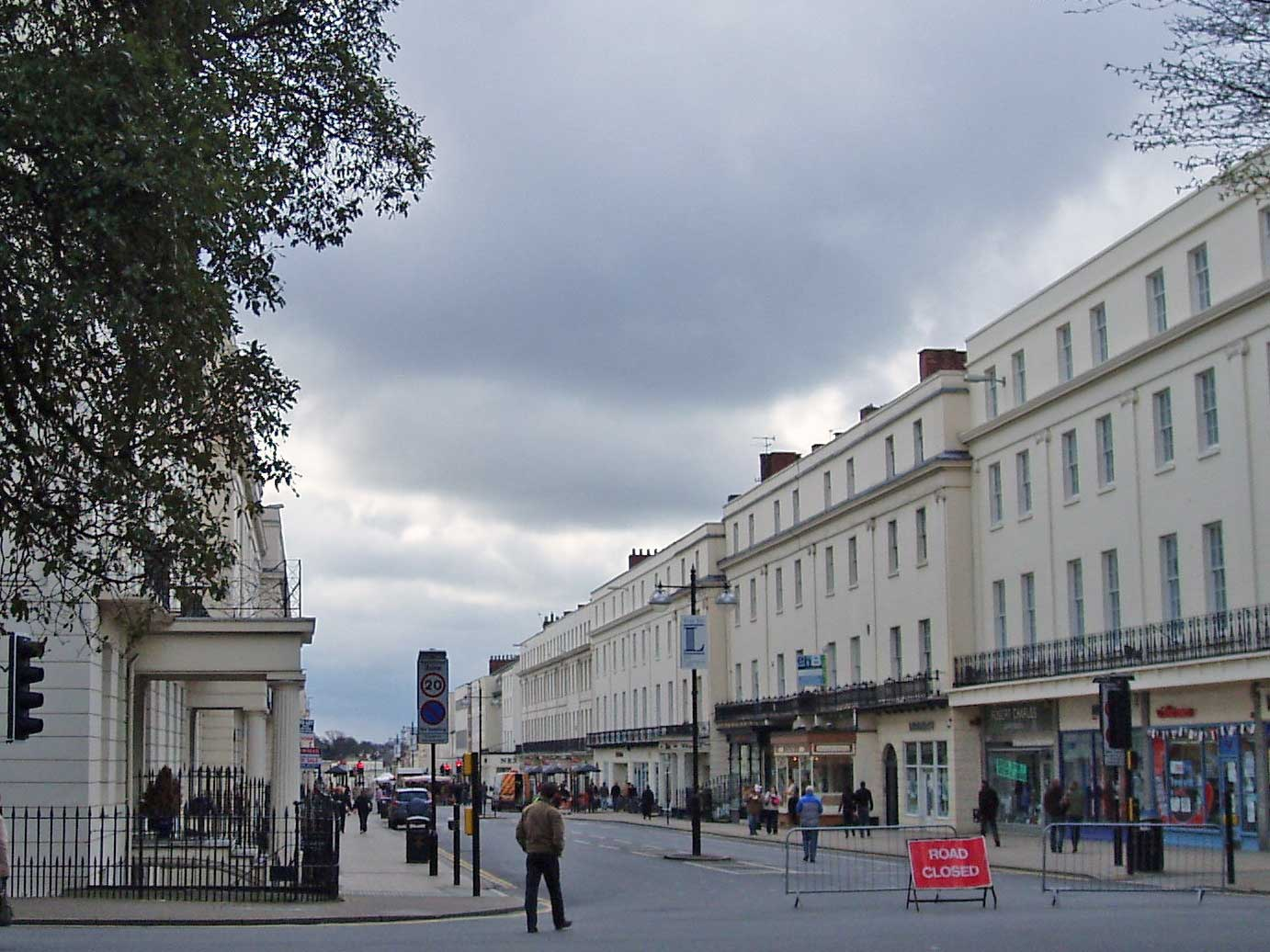
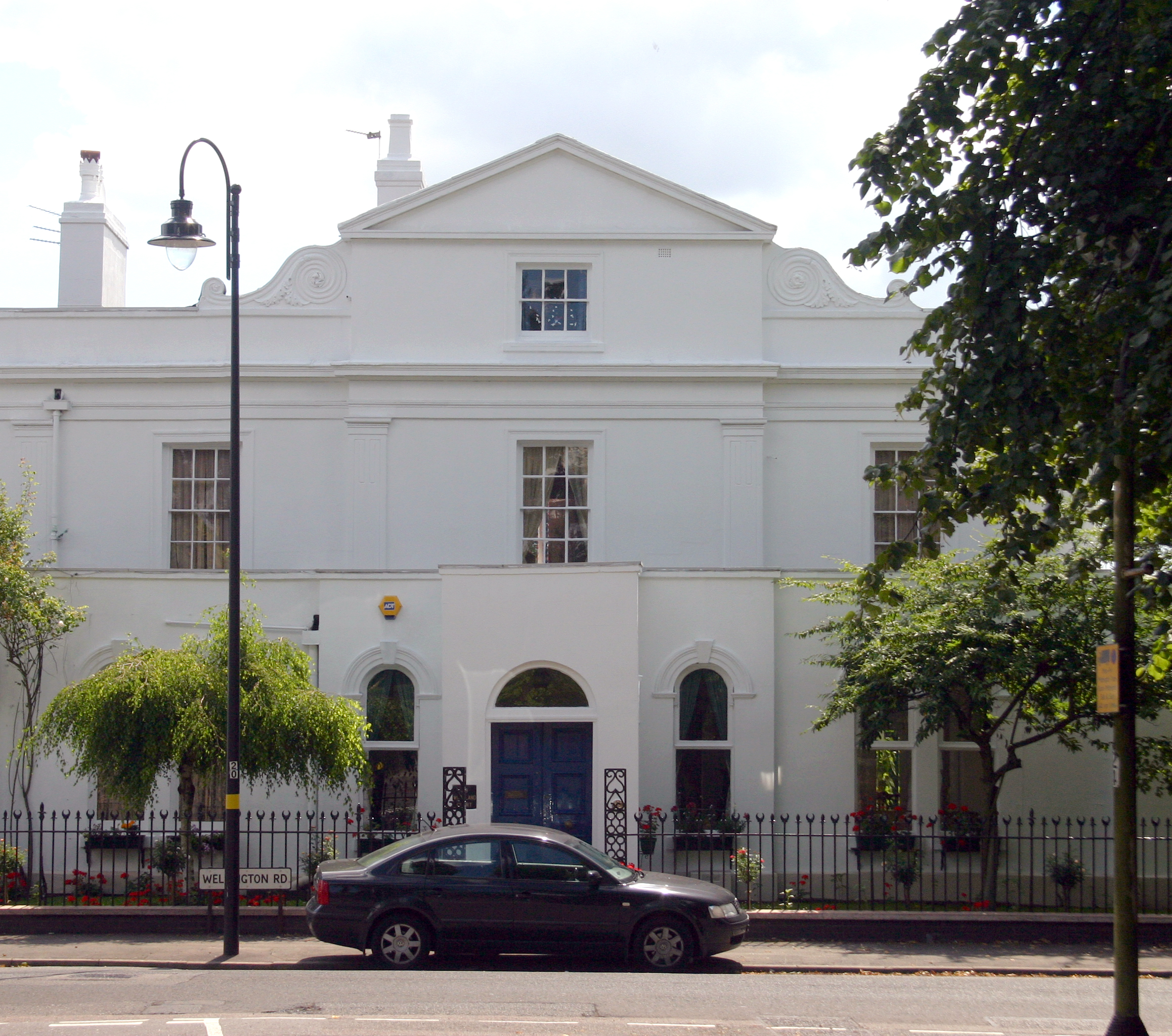
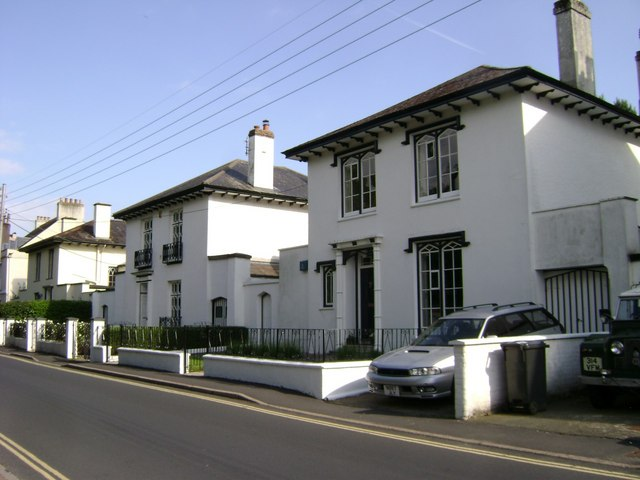
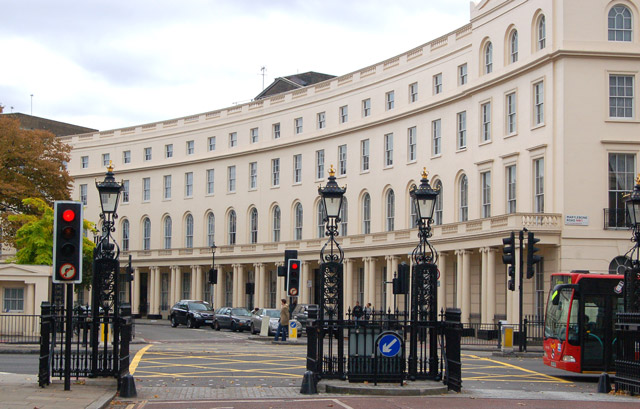